# Poemnites himalayana
Poemnites himalayana is een keversoort uit de familie kniptorren (Elateridae). De wetenschappelijke naam van de soort is voor het eerst geldig gepubliceerd in 1996 door Garg & Saini.